# Агнес Обель
Агнес Каролін Тааруп Обель (англ. Agnes Obels; нар. 28 жовтня 1980) — данська співачка, авторка пісень і музикантка із Берліна .
Бельгійська асоціація розваг (BEA) визнала її дебютний альбом «Philharmonics» (2010), який випустила компанія PIAS Recordings, золотим у червні 2011 року, коли його продажі сягли 10 тисяч одиниць. У листопаді 2011 року Агнес Обель перемогла у п'яти номінаціях Danish Music Awards, у тому числі на найкращий альбом і найкращу дебютну виконавицю. Її другий альбом Aventine (2013) отримав схвальні відгуки та потрапив у топ-40 хіт-парадів дев’яти країн.
Третій альбом Агнес Обель Citizen of Glass (2016) отримав схвальні відгуки музичних критиків і нагороду IMPALA за альбом року 2016. У 2018 році вона записала збірку для серії «Late Night Tales» під назвою «Late Night Tales: Agnes Obel». У ній Агнес виконала пісні таких музикантів, як Ніна Сімон, Генрі Манчіні, Рей Дейвіс, Мішель Гуревич, Can і Yello. Її четвертий альбом Myopia вийшов у лютому 2020 року.